# Roncocreagris galeonuda
Roncocreagris galeonuda är en spindeldjursart som först beskrevs av Beier 1955.  Roncocreagris galeonuda ingår i släktet Roncocreagris och familjen helplåtklokrypare.

## Underarter
Arten delas in i följande underarter:
- R. g. clavata
- R. g. galeonuda
- R. g. robustior